# FATMAN BROTHERS
FATMAN BROTHERS（ファットマンブラザース）は、映画『ファットマンブラザーズ〜百貫探偵〜』から生まれた3人組ラップグループである。

## メンバー
- 伊集院光
- 石塚英彦（ホンジャマカ）
- 田口浩正

## 作品

### シングル
1. あの素晴しい愛をもう一度（1995年3月22日） - 過去に加藤和彦と北山修が連名で発表した曲のカバー。

### アルバム
1. ファットマン・ブラザース（1995年4月26日）
  1. Class of 1987 - 伊集院作詞。同級生にいそうなヤツを羅列する。
  2. なぜ言うか
  3. FATMAN
  4. KARININE
  5. Fat You!
  6. 下を向いててもとりあえず歩こう
  7. 和尚
  8. Killing Dance
  9. ウ・ス・イ・ハ・イ・イ・ロ・ノ・ヘ・イ・ノ・ム・コ・ウ・カ・ラ・ミ・ズ・ノ・オ・ト - 伊集院作詞。彼らしい虚無的な妄想が展開する。
  10. あの素晴しい愛をもう一度